# Альмина
Альмина (англ. Península de La Almina) — полуостров в Гибралтарском проливе.
Полуостров — восточная часть Сеуты, соединённая с материком перешейком шириной около 100 м. К северу от полуострова расположен остров Санта-Каталина.
Высочайшая точка — гора Ачо (203 м), по одной из версий, именно она считается африканским Геркулесовым столбом. На восточном мысу Пунта-Альмина расположен маяк. На перешейке находятся Сеутский порт, собор и часть Королевских стен.
На полуострове расположенная значительная часть достопримечательностей Сеуты.
- Замок Денаригадо и маяк на мысе Пунта-Альмина
- Церковь Святого Франциска
- Церковь Нуэстра-Сеньора-дель-Валле, построенная португальцами
- Дом с драконами
- Площадь Конституции
- Крепость Монте-Ачо
- Часовня Святого Антония на горе Ачо
- Арабские бани
- Средиземноморский морской парк

## Галерея

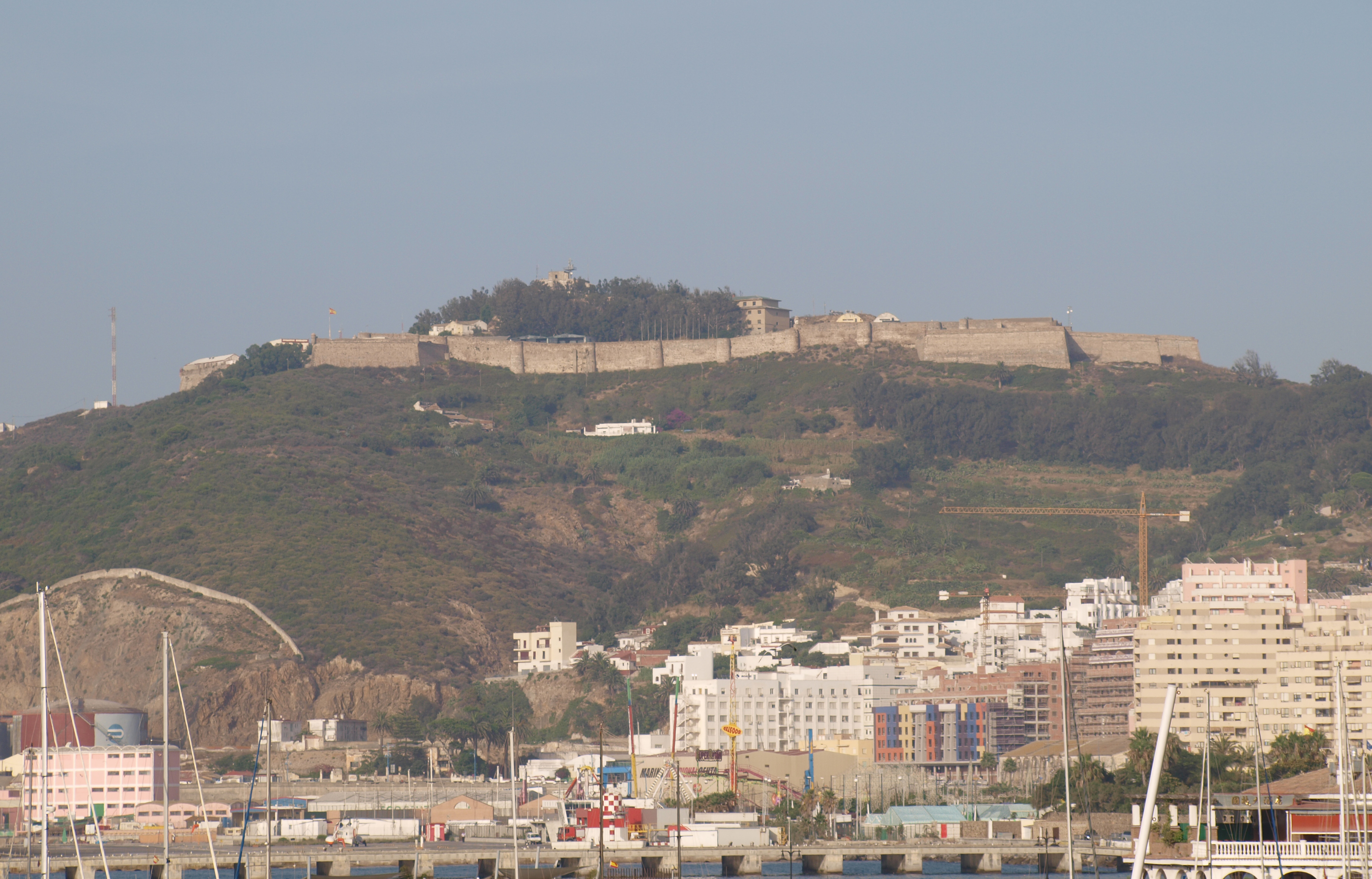
Гора Ачо
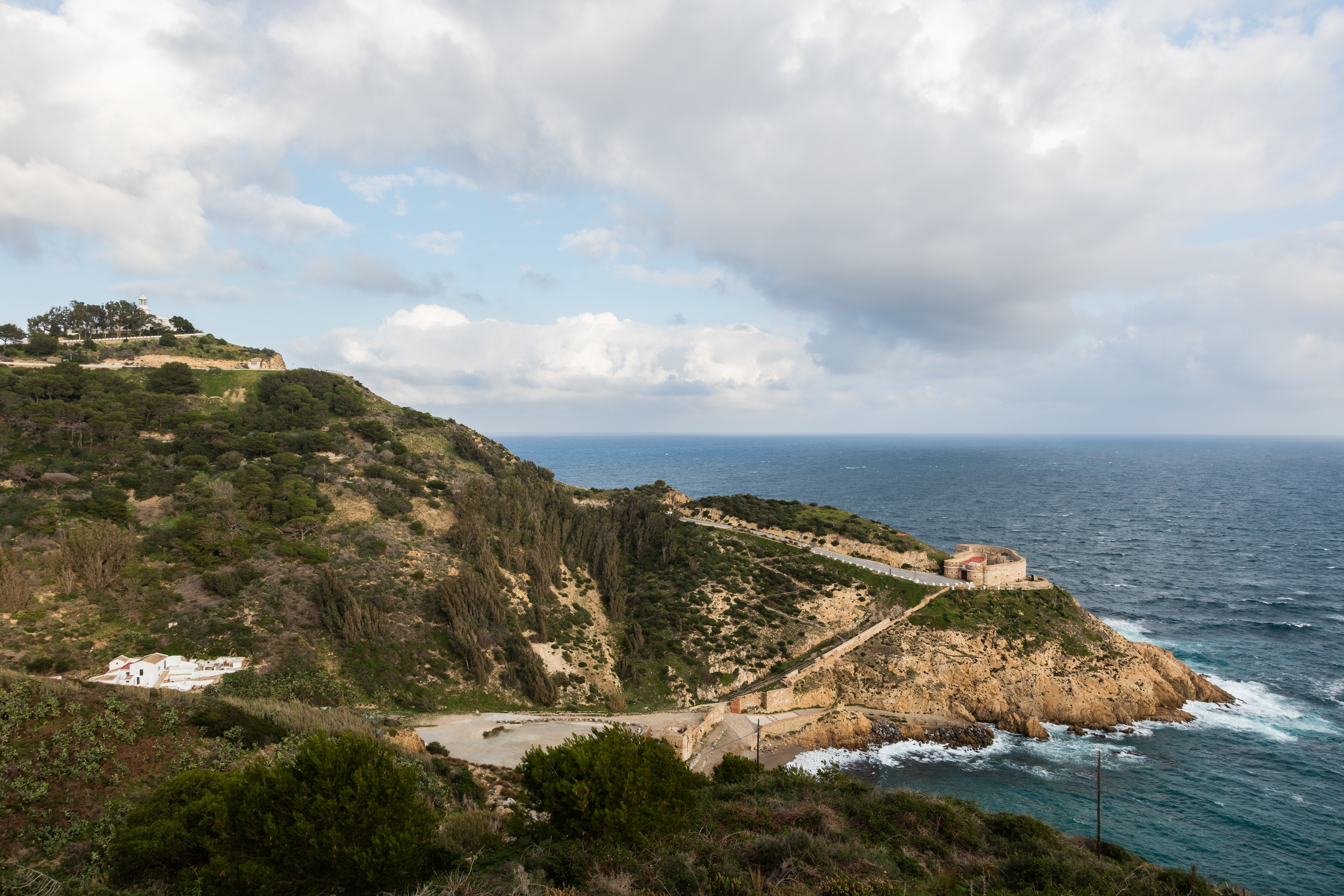
Мыс Пунта-Альмина
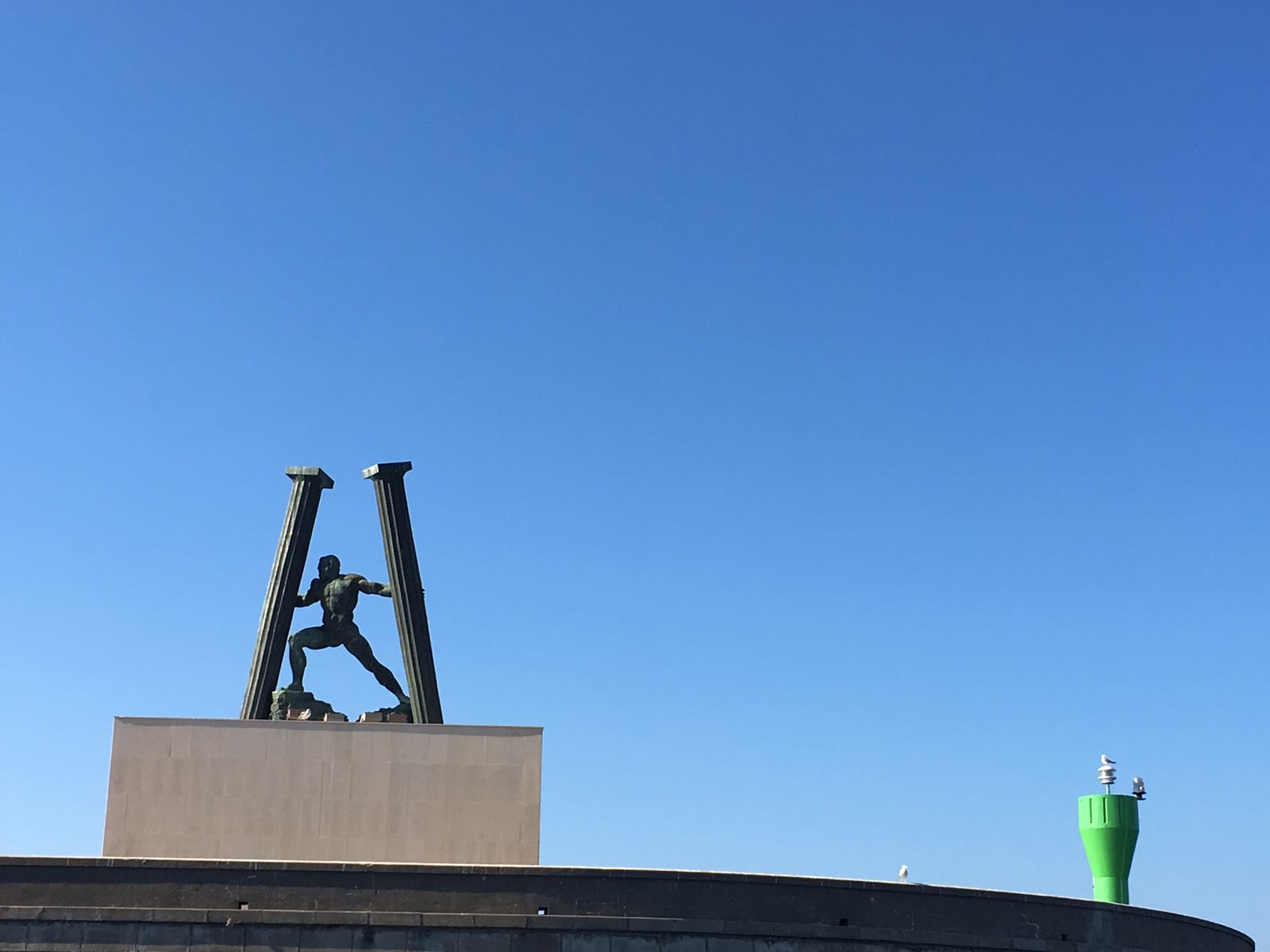
Памятник Гераклу и Столбам
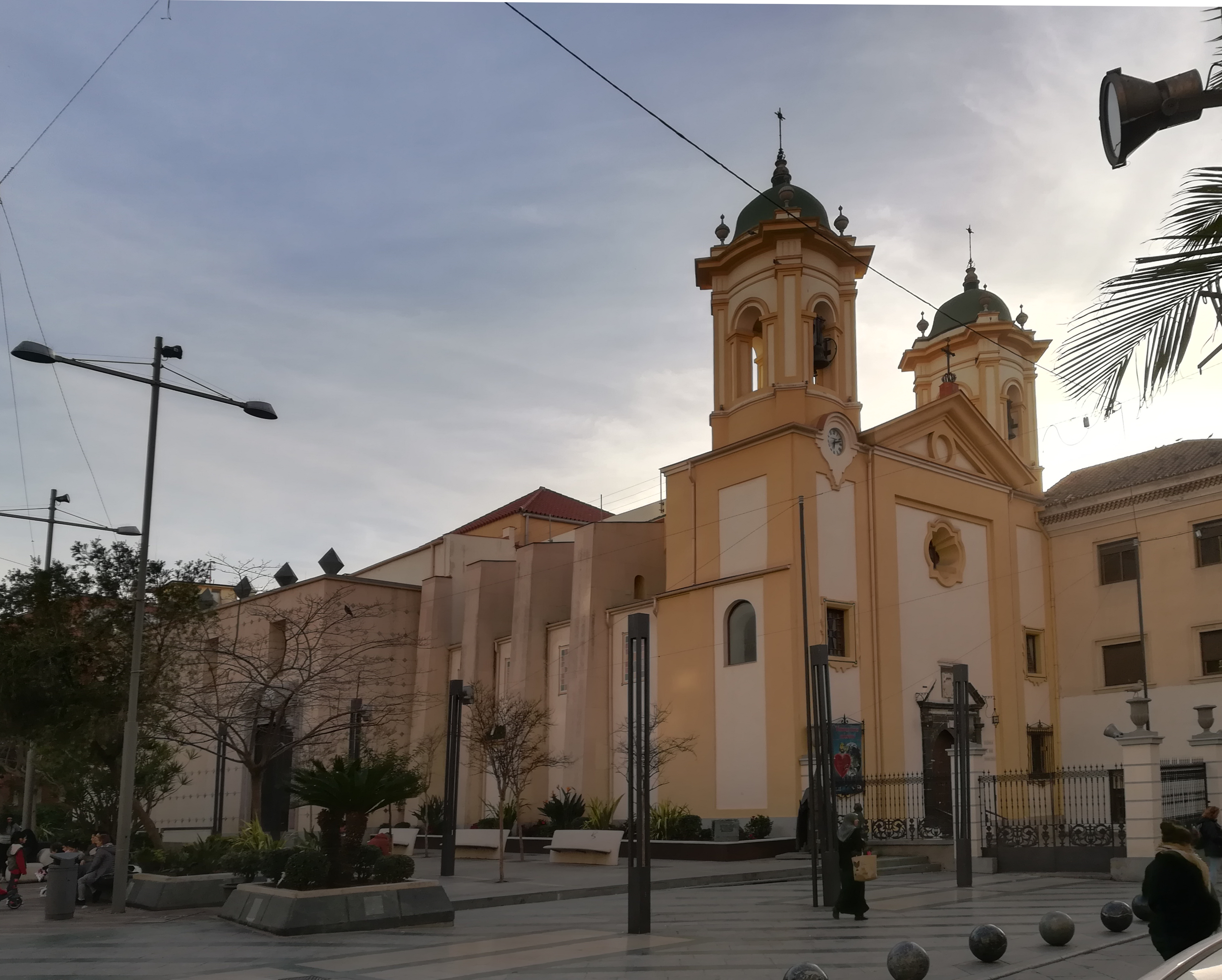
Церковь Святого Франциска
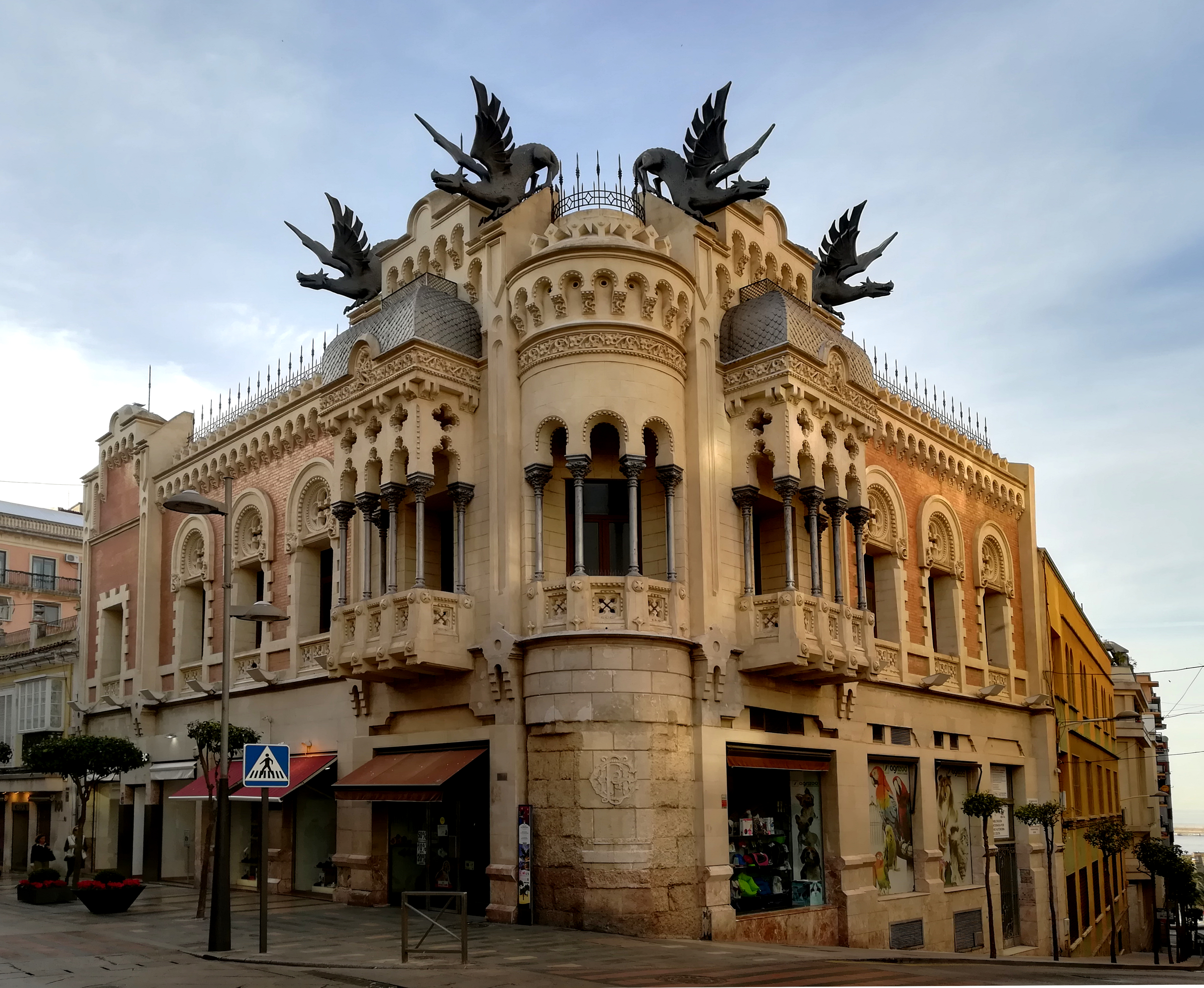
Дом с драконами